# Pselaphochernes iberomontanus
Pselaphochernes iberomontanus är en spindeldjursart som beskrevs av Beier 1959. Pselaphochernes iberomontanus ingår i släktet Pselaphochernes och familjen blindklokrypare. Inga underarter finns listade i Catalogue of Life.